# Čchen Chung-šou
Čchen Chung-šou (čínsky pchin-jinem Chén Hóngshòu, znaky zjednodušené 陈洪绶, tradiční 陳洪綬; 1598–1652) byl čínský malíř žijící v pozdně mingské a raně čchingské době.

## Jména
Jeho společenské jméno bylo Čang-chou (čínsky pchin-jinem Zhānghóu, znaky 章侯), používal také pseudonymy Lao-lien (老莲), Fu-čch’ (弗迟), Jün-men-seng (云门僧), Chuej-čch’ (悔迟), Čch’-che-šang (迟和尚) a Chuej-seng (悔僧).

## Život

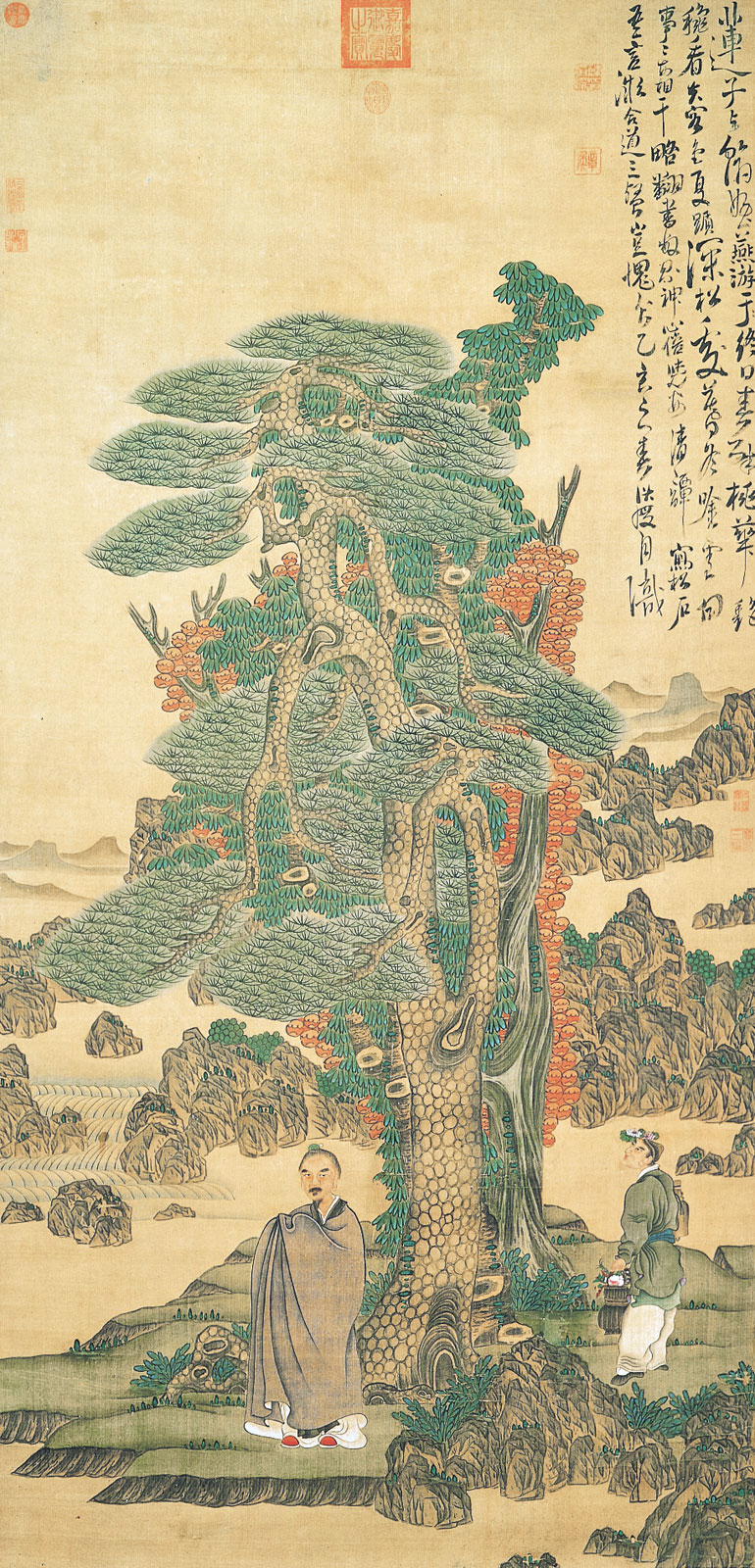
Čchen Chung-šouův autoportrét, 1635

Pocházel z Ču-ťi v provincii Če-ťiang. Byl žákem Lan Jinga, zvláště dovedný byl v malování lidských postav, krajiny, květin a ptáků. Byl typický svým jedinečným stylem, soustředil se na kreslení ilustrací a portrétů. Ve své době byl velmi slavný, společně s Cchuej C’-čungem. Vynikal také v kaligrafii, poezii a próze.